# 临清民居
临清民居，位于山东省聊城市临清市城区运河沿岸，是中华人民共和国山东省文物保护单位之一。
2006年12月7日，授予山东省文物保护单位，是一座古建筑。